# بوربون-لانسی
بوربون-لانسی (به فرانسوی: Bourbon-Lancy) یک کامین در فرانسه است که در کانتون بوربون-لانسی واقع شده‌است.

## خصوصیات
بوربون-لانسی ۵۵٫۷۳ کیلومترمربع مساحت و ۵٬۵۷۲ نفر جمعیت دارد و ۲۴۰ متر بالاتر از سطح دریا واقع شده‌است.

## خواهرخوانده
شهر زارولینگن خواهرخواندهٔ بوربون-لانسی هست.